# 留晖洪福寺
留晖洪福寺，位于山西省忻州市定襄县南王乡留晖村，是中华人民共和国全国重点文物保护单位之一。
2004年6月10日公布为山西省文物保护单位。2019年10月7日公布为第八批全国重点文物保护单位。